# Elmer J. Faucett
Elmer James Faucett Clark[cita requerida] (Savona; 15 de marzo de 1891 - Lima; 10 de abril de 1960) fue un inmigrante estadounidense que se estableció en Perú. Fue fabricante de aviones y en territorio peruano se graduó también como piloto. En Perú, conjuntamente con técnicos peruanos, comenzó a construir aviones para la compañía de aviación que formó.

## Biografía
Elmer J. Faucett nació en Savona, en el estado de Nueva York de Estados Unidos. Siendo mecánico de aviones en la fábrica Curtiss, decidió migrar a Sudamérica.
Llegó a Lima el 28 de junio de 1920 y estableció la primera fábrica de aviones Stinson de Perú y de América del Sur. Para ello convence a los peruanos Paul Winer, Ernesto Ayulo, B. M. Talvit, Juan Pardo y otros más que no dudaron en invertir en dicha fábrica aeronáutica.

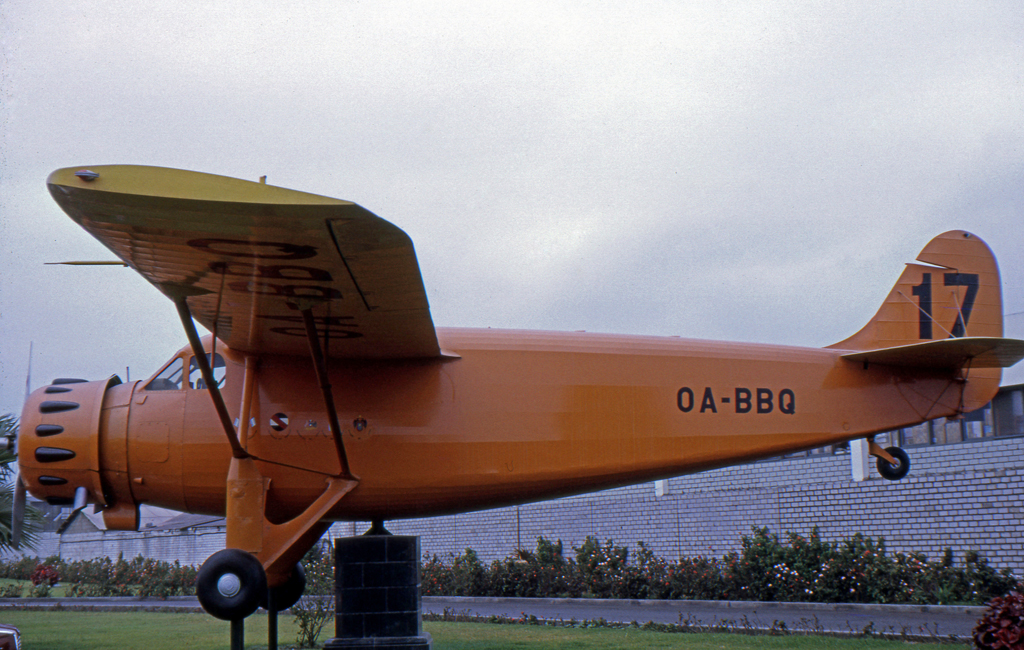
Faucett-Stinson F.19 OA-BBQ exhibido en la base de Faucett en el aeropuerto de Lima (Perú) en 1972.

Es así que crea la Compañía de Aviación Faucett S.A., que inicia a Perú en la industria aeronáutica y a Sudamérica, fabricando aviones Stinson en los talleres que tenía la compañía de aviación en Lima.
El 5 de octubre de 1922, a bordo de un biplano Curtiss Oriole, Faucett se convirtió en el primer piloto en realizar un vuelo transandino, al completar el trayecto de Lima a Iquitos, aunque en realidad aterrizó a 100 km de la meta, el gobierno peruano, auspiciador del reto y del premio, le reconoció el logro.
Desde aquel 16 de septiembre de 1928, en que el propio Elmer J. Faucett, piloteando un avión Stinson Detroiter, despegó de Lima con rumbo a Chiclayo y Talara, iniciando operaciones regulares en virtud de la Resolución Suprema N.º 736 del 4 de junio, ha venido llevando la compañía que fundó, progreso para las ciudades de la costa, sierra y selva de Perú.
En mérito a ello, el Gobierno del Perú lo condecoró con la Orden del Sol y con la Cruz Peruana al Mérito Aeronáutico.
En 1969, Faucett marca una época de modernidad al reemplazar sus viejas naves Douglas DC-3, Douglas DC-4 y Douglas DC-6, un avance tecnológico similar al que hiciera al reemplazar los viejos Stinson por los por entonces modernos Douglas DC-3. En 1968, la Compañía de Aviación Faucett, entra en la era de los aviones jet, al adquirir modernos aviones como el Boeing 727 y el BAC-One Eleven para surcar los cielos peruanos con el característico sonido de las turbinas de sus aviones.

### Progresión y la primera fábrica aeronáutica
Bajo el liderazgo empresarial de Elmer J. Faucett, la empresa comienza a crecer hasta convertirse en "La Primera Línea Aérea Nacional", al adquirir una gran flota de aviones cuyo color característico fue el naranja.
Luego, la empresa comenzó a comprar terrenos de hasta 132.000 m², en donde construyó talleres para el mantenimiento técnico de sus aeroplanos. Con el tiempo, la calidad de los servicios que brindaba Faucett en sus talleres de mantenimiento de aviones fueron reconocidos por la FAA de los Estados Unidos de América, certificado que le sirvió para prestar mantenimiento técnico a otras aerolíneas internacionales. Faucett llegó a tener un equipo técnico de 1.500 obreros, lo que lo convertía en la primera y más poderosa industria aeronáutica de América del Sur. En sus terrenos se construyeron además, las oficinas administrativas de la empresa.
A los 18 años de su creación, la empresa de Elmer J. Faucett y socios ya tenía 7 aviones Stinson Detroiter, 3 aviones Douglas DC-3, 1 avión Douglas DC-4. Esta numerosa flota fue usada para integrar los pueblos de todas las regiones de Perú. Asesoró y colaboró en la construcción de aeropuertos a lo largo de la costa del Pacífico. En Arequipa, el ahora Aeropuerto Internacional Alfredo Rodríguez Ballón, fue construido con el aporte de la Compañía de Aviación Faucett S.A. al igual que el Aeropuerto Internacional Alejandro Velasco Astete del Cusco.
Posteriormente y en coordinación con el gobierno del Perú, se comenzó la construcción de aeropuertos en todo el territorio de Perú. Es así como se implementaron aeropuertos en Puerto Maldonado (Aeropuerto Internacional Padre José de Aldamiz), Madre de Dios, 

### Convención de Chicago
En 1944, se realizó en la ciudad de Chicago la Convención de Chicago, en donde se concretó el "Convenio sobre Aviación Civil Internacional", que es la carta constitutiva que rige la aviación civil internacional. Este evento dio origen a la OACI u Organización de Aviación Civil Internacional. 
A este evento asistieron representando a Perú: Elmer J. Faucett y su compañero y socio el Teniente general FAP Armando Revoredo Iglesias, médico, militar aviador y diplomático de profesión.

### Muerte del pionero
Elmer J. Faucett murió la mañana del 10 de abril de 1960 a las 09:30 en su casa de Lima, a la edad de 69 años, víctima del cáncer, hoy una importante avenida de la ciudad de Callao lleva su nombre.
En la actualidad en EE.UU Miami Florida una avenida lleva su nombre.